# Manchester United Football Club Reservas y Academia
El Manchester United Football Club Reservas y Academia es el más alto de los equipos juveniles del Manchester United y del equipo de reservas del club. Juegan en la Premier League 2, el nivel más alto de la Professional Development League. Es el segundo equipo del Manchester United después de la escuadra principal. Tras la introducción de nuevas regulaciones en la temporada 2016-17 se limita la presencia a tres jugadores de campo y un portero de más de 23 años por partido, además de un aumento de la edad de 21 años a 23 años que fue introducido en la temporada 2012-13.
Fueron campeones de la Premier Reserve League cinco veces (en 2002, 2005, 2006, 2010 y 2012) entre su creación en 1999 y su disolución en 2012. El equipo ganó la Barclays Premier League Sub-21 en su temporada inaugural en 2012. También participa en la Manchester Senior Cup y la Lancashire Senior Cup.
El mánager del equipo es actualmente Ricky Sbragia quien sustituye a Nicky Butt, un graduado de la academia en la década de 1990 que jugó para el United hasta 2004. Butt sustituyó a Warren Joyce en forma interina cuando Joyce fue nombrado mánager del Wigan Athletic el 2 de noviembre de 2016. Joyce tomó el relevo de Ole Gunnar Solskjær como director técnico de las reservas en diciembre de 2010, además fue anteriormente el gerente del Royal Antwerp, club filial del Manchester United en Bélgica.
De noviembre de 2008 a agosto de 2013, el equipo jugó sus partidos de local en el Moss Lane en Altrincham, la casa del Altrincham F.C.. Para la temporada 2013-14 de la Premier League Sub-21, el equipo jugó la mayoría de sus partidos de local en el Salford City Stadium en Barton-upon-Irwell. Desde la temporada 2014-15, el equipo juega sus partidos de local en el Leigh Sports Village. Las reglas establecidas por la Premier League afirman que al menos tres partidos de liga como local deben jugarse en el estadio principal del club, el Old Trafford. En temporadas anteriores, el equipo ha jugado en el Victoria Stadium, la casa de Northwich Victoria, y Ewen Fields, la casa de Hyde.
El Manchester United también cuenta con un equipo sub-18 que juega en la Premier League Sub-18 Grupo 2 y la FA Youth Cup. Los sub-18 juegan sus partidos de local en el Trafford Training Centre en Carrington.

## Reservas (Sub-23)

### Datos del club
Para los detalles estadísticos del club véase Estadísticas del Manchester United Football Club

#### Trayectoria y palmarés resumido
|  | Para más detalles, consultar Palmarés del Manchester United Football Club y Trayectoria del Manchester United Football Club |

Nota: en negrita competiciones vigentes en la actualidad.
Títulos Nacionales (23)
| Competición nacional                | Títulos                                                                          | Subcampeonatos |
| ----------------------------------- | -------------------------------------------------------------------------------- | -------------- |
| Premier League 2 (3)                | 2012-13, 2014-15, 2015-16. (Récord)                                              |                |
| Premier Reserve League National (4) | 2004-05, 2005-06, 2009-10, 2011-12.                                              |                |
| Premier Reserve League North (5)    | 2001-02, 2004-05, 2005-06, 2009-10, 2011-12.                                     |                |
| Central League North (9)            | 1912-13, 1920-21, 1938-39, 1946-47, 1955-56, 1959-60, 1993-94, 1995-96, 1996-97. |                |
| Central League Division 1 West (1)  | 2004-05.                                                                         |                |
| Central League Cup (1)              | 2004-05.                                                                         |                |

Títulos Regionales (42)
| Competición regional       | Títulos | Subcampeonatos |
| -------------------------- | --- | -------------- |
| Manchester Senior Cup (27) | 1907-08, 1909-10, 1911-12, 1912-13, 1919-20, 1923-24, 1925-26, 1930-31, 1933-34, 1935-36, 1936-37, 1938-39, 1947-48, 1954-55, 1956-57, 1958-59, 1963-64, 1998-99, 1999-00, 2000-01, 2003-04, 2005-06, 2007-08, 2008-09, 2010-11, 2011-12, 2012-13, 2013-14. (Récord) |                |
| Lancashire Senior Cup (15) | 1897-98, 1912-13, 1913-14, 1919-20 (compartido), 1928-29, 1937-38, 1940-41, 1942-43, 1945-46, 1950-51, 1968-69, 2007-08, 2008-09, 2011-12, 2012-13. |                |

### Historial de entrenadores
| Entrenador                       | Periodo       |
| -------------------------------- | ------------- |
| Jimmy Murphy                     | 1964–1969     |
| Wilf McGuinness                  | 1964–1969     |
| John Aston, Sr.                  | 1969–1970     |
| Wilf McGuinness                  | 1970–1971     |
| Bill Foulkes                     | 1971–1974     |
| Jack Crompton                    | 1974–1981     |
| Brian Whitehouse                 | 1981–1991     |
| Pop Robson Jimmy Ryan            | 1991–1995     |
| Jimmy Ryan                       | 1995–2000     |
| Mike Phelan                      | 2000–2001     |
| Brian McClair                    | 2001–2002     |
| Mike Phelan                      | 2002          |
| Ricky Sbragia                    | 2002–2005     |
| Brian McClair                    | 2004–2005     |
| René Meulensteen                 | 2005–2006     |
| Brian McClair                    | 2006–2008     |
| Ole Gunnar Solskjær Warren Joyce | 2008–2011     |
| Warren Joyce                     | 2011–2016     |
| Nicky Butt interino              | 2016–2017     |
| Ricky Sbragia                    | 2017–presente |

## Academia (Sub-18)
El Manchester United Football Club Sub-18 o la Academia, se fundó en 1998, tras la reorganización del fútbol juvenil en Inglaterra, pero tiene raíces que se extienden a la década de 1930 con el establecimiento del Manchester United Junior Athletic Club (MUJAC) y ha sido responsable de la producción de algunos de los más grandes jugadores del Manchester United, incluyendo cinco leyendas del club, Ryan Giggs, Bobby Charlton, Bill Foulkes, Paul Scholes y Gary Neville, y la nueva ola de talentos de la cantera conocida como los Fergie's Fledglings. La academia actualmente está ubicada en el Aon Training Complex, un sitio de 85 acres (340.000 m²) en un suburbio de Mánchester llamado Carrington.
El equipo juvenil del Manchester United es estadísticamente el más exitoso en el fútbol Inglés, con nueve jugadores en el English Football Hall of Fame (Duncan Edwards, Sir Bobby Charlton, George Best, Nobby Stiles, Mark Hughes, Ryan Giggs, Paul Scholes, David Beckham y Johnny Giles). Manchester United también tienen el mejor récord de la FA Youth Cup, ganando 10 de las 14 finales disputadas.
La academia cuenta con más grupos de jugadores dependiendo la edad, que van desde Sub-9 hasta el buque insignia, el Sub-18, que actualmente compiten en el Grupo C de la Premier Academy League y en la FA Youth Cup. Los Sub-16 y Sub-18 normalmente juegan sus partidos de liga a las 11 de la mañana, los sábados en Carrington, mientras que los juegos de la Youth Cup generalmente se juegan en la casa del Altrincham F.C. el Moss Lane (donde los Sub-21 juegan sus partidos de local) o en la casa del club, el Old Trafford con capacidad de 76.000 espectadores, con el fin de atender el mayor número de aficionados para encuentros decisivos.
Kieran McKenna es el director técnico de academia Sub-18. Paul McGuinness estuvo a cargo del equipo que ganó la FA Youth Cup de 2011 después de vencer al Sheffield United por 6-3 en el global. En 2007, el Manchester United Sub-18 fue el ganador inaugural de la Champions Youth Cup, esto les dio un cupo para la Club World Championship de equipos juveniles, superando a la Juventus por 1-0 en la final en Malasia.

### Datos del club
Para los detalles estadísticos del club véase Estadísticas del Manchester United Football Club

#### Trayectoria y palmarés resumido
|  | Para más detalles, consultar Palmarés del Manchester United Football Club y Trayectoria del Manchester United Football Club |

Nota: en negrita competiciones vigentes en la actualidad.
| Competición nacional              | Títulos                                                                                            | Subcampeonatos                          |
| --------------------------------- | -------------------------------------------------------------------------------------------------- | --------------------------------------- |
| Premier Academy League Sub-18 (0) | |                                         |
| FA Youth Cup (10)                 | 1952-53, 1953-54, 1954-55, 1955-56, 1956-57, 1963-64, 1991-92, 1994-95, 2002-03, 2010-11. (Récord) | 1981-82, 1985-86, 1992-93, 2006-07. (4) |

| Competición internacional      | Títulos | Subcampeonatos                                                                       |
| ------------------------------ | --- | ------------------------------------------------------------------------------------ |
| Blue Stars/FIFA Youth Cup (18) | 1953-54, 1956-57, 1958-59, 1959-60, 1960-61, 1961-62, 1964-65, 1965-66, 1967-68, 1968-69, 1974-75, 1975-76, 1977-78, 1978-79, 1980-81, 1981-82, 2003-04, 2004-05. (Récord) | 1954-55, 1963-64, 1970-71, 1972-73, 1973-74, 1990-91, 1991-92, 1993-94. (8) (Récord) |
| Champions Youth Cup (1)        | 2007. (Récord) |                                                                                      |
| SuperCupNI (6)                 | 1990-91, 2002-03, 2007-08, 2008-09, 2012-13, 2013-14. | 1988-89, 1996-97, 1998-99, 2000-01, 2006-07, 2010-11. (6)                            |

| Competición regional                                  | Títulos | Subcampeonatos |
| ----------------------------------------------------- | --- | -------------- |
| Lancashire League Division One (12)                   | 1954-55, 1983-84, 1984-85, 1986-87, 1987-88, 1989-90, 1990-91, 1992-93, 1994-95, 1995-96, 1996-97, 1997-98. |                |
| Lancashire League Division Two (5)                    | 1964-65, 1969-70, 1971-72, 1988-89, 1996-97.                                                                |                |
| Lancashire League Division One Supplementary Cup (4)  | 1954-55, 1955-56, 1959-60, 1963-64.                                                                         |                |
| Lancashire League Division Two Supplementary Cup (10) | 1955-56, 1956-57, 1959-60, 1961-62, 1963-64, 1964-65, 1965-66, 1969-70, 1971-72, 1976-77.                   |                |

## Exjugadores notables del equipo juvenil
La siguiente es una lista de los jugadores que han representado a un país (no necesariamente su país de nacimiento) a nivel internacional y estuvieron en alguna división inferior del Mancheter United.
| - Adnan Ahmed - Stan Ackerley - Arthur Albiston - John Aston, Sr. - Ray Baartz - Phil Bardsley - David Beckham - George Best - Clayton Blackmore - Jackie Blanchflower - Mark Bosnich - Robbie Brady - Shay Brennan - Ronnie Briggs - Wes Brown - Francis Burns - Nicky Butt - Alex Bruce - Roger Byrne - Fraizer Campbell - Joe Carolan - Craig Cathcart - Bobby Charlton - James Chester - Tom Cleverley - Kenny Cooper - Hugh Curran - Mats Møller Dæhli - Alan Davies - Simon Davies - Eamon Dunphy - Mike Duxbury - Duncan Edwards - Magnus Wolff Eikrem - Corry Evans - Jonny Evans | - Darren Fletcher - Bill Foulkes - Darron Gibson - Ryan Giggs - Johnny Giles - Keith Gillespie - Don Givens - Shaun Goater - Johnny Gorman - Brian Greenhoff - Tommy Hamilton - David Healy - Jackie Hennessy - Danny Higginbotham - Mark Hughes - Phil Hughes - Adnan Januzaj - David Johnson - Brian Kidd - Joshua King - Jovan Kirovski - Shaun Lowther - Jon Macken - David McCreery - Wilf McGuinness - Sammy McIlroy - Alan McLoughlin - Sammy McMillan - Paddy McNair - Paul McShane - Jackie Mooney - Kalam Mooniaruck - Johnny Morris - Philip Mulryne - Colin Murdock - Daniel Nardiello | - Gary Neville - Phil Neville - Jimmy Nicholl - Jimmy Nicholson - Oliver Norwood - John O'Shea - Peter O'Sullivan - Stan Pearson - David Pegg - Anthony Pilkington - Gerard Piqué - David Platt - Paul Pogba - Kieran Richardson - Jimmy Rimmer - Jonny Rödlund - Giuseppe Rossi - Mike Rowbotham - David Sadler - Robbie Savage - Paul Scholes - Jackie Scott - Ryan Shawcross - Paul Sixsmith - Jonathan Spector - Michael Stewart - Nobby Stiles - John Thorrington - Dennis Viollet - Danny Welbeck - Billy Whelan - Norman Whiteside - Jamie Wood - Ron-Robert Zieler |

## Premios Juveniles
Antes de 1990, se otorgaba un solo premio al mejor jugador joven de la temporada. Entre 1982 y 1985 se tituló "Young Player of the Year"; Luego, el premio se conoció como "Denzil Haroun Young Player of the Year" entre 1986 y 1989 en honor a Denzil Haroun, exdirector del club y cuñado del expresidente del club Louis Edwards.
Desde 1990, se otorgan premios individuales al mejor jugador de la Academia y de las Reservas. El "Young Player of the Year" se nombra en honor a Jimmy Murphy, el asistente del mánager Sir Matt Busby, quien murió en 1989, y al mejor jugador reserva se le otorga el "Denzil Haroun Reserve Player of the Year".
| Temporada | Supporters Club Young Player of the Year |
| --------- | ---------------------------------------- |
| 1982–83   | Norman Whiteside                         |
| 1983–84   | Mark Hughes                              |
| 1984–85   | Mark Hughes                              |

| Temporada | Denzil Haroun Young Player of the Year |
| --------- | -------------------------------------- |
| 1985–86   | Simon Ratcliffe                        |
| 1986–87   | Gary Walsh                             |
| 1987–88   | Lee Martin                             |
| 1988–89   | Mark Robins                            |

| Temporada | Jimmy Murphy Young Player of the Year | Denzil Haroun Reserve Team Player of the Year |
| --------- | ------------------------------------- | --------------------------------------------- |
| 1989–90   | Lee Martin                            | Mark Robins                                   |
| 1990–91   | Ryan Giggs                            | Jason Lydiate                                 |
| 1991–92   | Ryan Giggs                            | Brian Carey                                   |
| 1992–93   | Paul Scholes                          | Colin McKee                                   |
| 1993–94   | Phil Neville                          | Nicky Butt                                    |
| 1994–95   | Terry Cooke                           | Kevin Pilkington                              |
| 1995–96   | Ronnie Wallwork                       | Michael Appleton                              |
| 1996–97   | John Curtis                           | Michael Clegg                                 |
| 1997–98   | Wes Brown                             | Michael Twiss                                 |
| 1998–99   | Wes Brown                             | Mark Wilson                                   |
| 1999–2000 | Bojan Djordjic                        | Jonathan Greening                             |
| 2000–01   | Alan Tate                             | Michael Stewart                               |
| 2001–02   | Paul Tierney                          | John O'Shea                                   |
| 2002–03   | Ben Collett                           | Darren Fletcher                               |
| 2003–04   | Jonathan Spector                      | David Jones                                   |
| 2004–05   | Giuseppe Rossi                        | Sylvan Ebanks-Blake                           |
| 2005–06   | Darron Gibson                         | Giuseppe Rossi                                |
| 2006–07   | Craig Cathcart                        | Kieran Lee                                    |
| 2007–08   | Danny Welbeck                         | Richard Eckersley                             |
| 2008–09   | Federico Macheda                      | James Chester                                 |
| 2009–10   | Will Keane                            | Ritchie De Laet                               |
| 2010–11   | Ryan Tunnicliffe                      | Oliver Gill                                   |
| 2011–12   | Mats Møller Dæhli                     | Michael Keane                                 |
| 2012–13   | Ben Pearson                           | Adnan Januzaj                                 |
| 2013–14   | James Wilson                          | Saidy Janko                                   |
| 2014–15   | Axel Tuanzebe                         | Andreas Pereira                               |
| 2015–16   | Marcus Rashford                       | Cameron Borthwick-Jackson                     |
| 2016–17   | Angel Gomes                           | Axel Tuanzebe                                 |
| 2017–18   | Tahith Chong                          | Demetri Mitchell                              |
| 2018–19   | Mason Greenwood                       | Tahith Chong                                  |
| 2019–20   | Anthony Elanga                        | James Garner (futbolista)                     |
| 2020–21   | Shola Shoretire                       | Hannibal Mejbri                               |